# Buda de Ibiraçu
El Buda de Ibiraçu (en portugués conocido también como Grande Buda de Ibiraçu) es una estatua de Buda localizada en el Monasterio Zen Morro da Vargem, en Ibiraçu, municipio de Espírito Santo, Brasil. Con 35 metros de altura, es considerada la mayor estatua esculpida de Buda en Occidente, siendo más alta que la escultura más célebre en Brasil, el Cristo Redentor.

## Historia
El proyecto fue concebido por el abad del monasterio Daiju Bitti, quien coordinó el diseño y la producción ejecutada por el artista plástico Genésio Gomes de Moura y su familia, los mismos autores de otras estatuas gigantes como el Cristo Protector de Encantado y la estatua a Pelé en Três Corações. Con un presupuesto estimado de 4 millones de reales, en total, más de 40 profesionales trabajaron en su construcción. Pesa unas 350 toneladas y está hecho de acero, hierro y concreto.

## Descripción
La estatua se encuentra en la plaza Torii, entrada del monasterio zen budista de Ibiraçu, que es el más grande de América Latina, ubicado en los márgenes de la carretera federal BR-101. El monumento es un símbolo religioso que representa a Buda como un ser iluminado, sentado sobre una flor de loto como pedestal. Junto al Buda, hay otras quince estatuas meditativas de Buda, de 2,5 metros de altura cada una.
Los 35 metros de altura del Buda de Ibiraçu lo hace superar por 5 metros la altura del Cristo Redentor, contando a ambas sin sus pedestales. Si se consideran los pedestales, el conjunto del Buda de Ibiraçu posee 38 metros de altura, la misma del Cristo Redentor con su base.
La estatua de Buda se ha convertido en un punto de atracción turística en la región. Su inauguración, prevista inicialmente para septiembre de 2020, fue demorada por causa de atrasos en la construcción de la obra debido a la pandemia de COVID-19. La ceremonia de apertura de los ojos del Buda (keigen) fue realizada en diciembre de 2020, de manera remota y transmitida por internet, y fue celebrada por el líder espiritual Minamizawa Zenji. Esto le dio un "bautismo espiritual", que la convirtió en una "estatua con alma". Su inauguración oficial y apertura al público en el lugar fue agendada para el 28 de agosto de 2021.
Para la conmemoración del 50 aniversario del monasterio en 2024, está previsto construir un museo de la cultura budista dentro del monumento y una capilla de Nuestra Señora de la Peña a su lado, para simbolizar el diálogo interreligioso.